# Államok vezetőinek listája 159-ben
Ezen az oldalon az i. sz. 159-ben fennálló államok vezetőinek névsora olvasható földrészek, majd országok szerinti bontásban. 

## Európa
- Boszporoszi Királyság
  - Király: Eupatór (153–174)

- Római Birodalom
  - Császár: Antoninus Pius (138–161) 
    - Consul: Plautius Quintillus
    - Consul: Marcus Statius Priscus Licinius Italicus
    - Consul suffectus: Marcus Pisibanius Lepidus
    - Consul suffectus: Lucius Matuccius Fuscinus
    - Consul suffectus: Cornelius Dexter
    - Consul suffectus: Aulus Curtius Crispinus

  - Britannia provincia
    - Legatus: Gnaeus Iulius Verus (157–161)

## Ázsia
- Armenia
  - Király: Szohaimosz (137–160)

- Elümaisz
  - Király: IV. Oródész (140-160)

- Harakéné
  - Király: II. Orabazész (150/151–165)

- Hsziungnuk
  - Sanjü: Csucseer (147-172)

- Ibériai Királyság
  - Király: II. Paraszmenész (135–185)

- India
  - Anuradhapura
    - Király: Bhatika Tissza (141–165)

  - Szátaváhana Birodalom
    - Király: III. Szivaszrí Pulumáji (158-164)

- Japán
  - Császár: Szeimu (131–191)

- Kína (Han-dinasztia)
  - Császár: Han Huan-ti (146–168)

- Korea
  - Pekcse
    - Király: Keru (128-166)

  - Kogurjo
    - Király: Cshade (146–165)

  - Silla
    - Király: Adalla (154-184)

  - Kumgvan Kaja
    - Király: Szuro (42–199?)

- Kusán Birodalom
  - Király: Huviska (140–183)

- Oszroéné
  - Király: VIII. Mánu (139–163)

- Pártus Birodalom
  - Nagykirály: IV. Vologaészész (147-191)

- Római Birodalom
  - Syria Palaestina provincia
    - Legatus: Gaius Iulius Severus (155–162)

## Afrika
- Római Birodalom
  - Aegyptus provincia
    - Praefectus: Marcus Sempronius Liberalis (155–159)
    - Praefectus: Titus Furius Victorinus (159–160)

- Kusita Királyság
  - Kusita uralkodók listája

## Fordítás
- Ez a szócikk részben vagy egészben  a   Liste der Staatsoberhäupter 159 című német Wikipédia-szócikk ezen változatának fordításán alapul.  Az eredeti cikk szerkesztőit annak laptörténete sorolja fel. Ez a jelzés csupán a megfogalmazás eredetét és a szerzői jogokat jelzi, nem szolgál a cikkben szereplő információk forrásmegjelöléseként.